# Immigration colombienne en Argentine

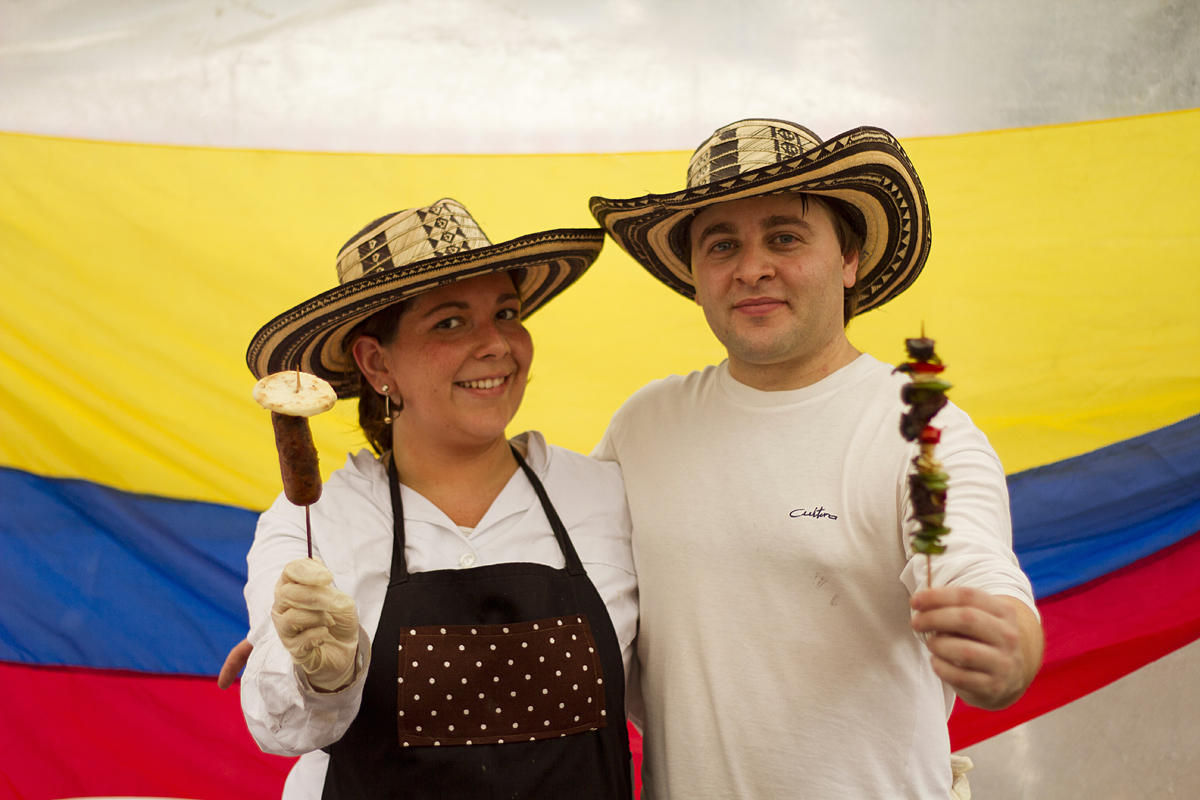
Colombiens à Buenos Aires.

L'immigration colombienne en Argentine est un mouvement migratoire de la Colombie vers l'Argentine. En 2005, selon le Departamento Administrativo Nacional de Estadística de Colombie, il y a 13 876 résidents colombiens en Argentine. Entre 2000 et 2008, 16 539 Colombiens partent s'y installer. En 2014, la communauté colombienne en  Argentine occupe le quatrième rang en termes d'importance parmi les communautés étrangères provenant d'Amérique.

## Quelques Colombiens résidant en Argentine
- Éder Álvarez Balanta, footballeur ;
- Ana María Orozco, actrice ;
- Francisco de Narváez, entrepreneur et homme politique ;
- Javier Reina, footballeur ;
- Roger Beyker Martínez, footballeur ;
- Sebastián Rincón, footballeur ;
- José Adolfo Valencia, footballeur ;
- Mauricio Cuero, footballeur ;
- Ivonne Guzmán, chanteuse.